# 채찬
채찬(蔡燦, ? ~ 1924년 9월 21일)은 한국의 독립운동가이다. 일명 백광운(白狂雲). 충북 충주(忠州) 사람이다.

## 생애
1905년 이강년(李康秊)을 따라 문경(聞慶)에서 의병을 일으켜 일제와 무력투쟁을 전개하였다. 1910년 일제에 의하여 한국이 강점당하자 남만지역으로 망명하여 신흥무관학교에서 군사학을 전공하였다. 졸업 후에는 합니하(哈泥河) 산골에서 백서농장(白西農庄)을 만들고 둔전제(屯田制)로 군인을 양성하였다.

### 서로군정서
1919년 3·1독립운동 이후에는 서로군정서(西路軍政署)에 참가하여 모험대를 조직하고 국내에 진입하여 적 기관을 파괴하고 적의 밀정을 처단하는데 주력하였다. 1920년 본부가 길림(吉林)방면으로 이동한 후에는 신용관(申容寬)·김소하(金筱夏)등과 함께 의용군을 조직하여 제1중대장으로 활동하였다. 동년 5월에는 강계군 문옥면(江界郡文玉面)주재소를 습격하였으며, 동년 7월에는 이덕창(李德昌)을 시켜 친일파인 후창군수(厚昌郡守) 권응규(權應奎)를 사살하게 하였다. 1921년 관전현(寬甸縣)에서 공격해오는 일경을 격퇴하였을 뿐만 아니라 관전, 즙안(楫安), 통화(通化), 임강(臨江), 유하(柳河) 등 각 현에 있는 친일기관인 일민단(日民團), 보민회(保民會), 강립단(强立團) 수십개소를 습격하여 제거하였다. 또 의용단(義勇團) 결사대 수백명을 조직하여 강계(江界) 어뢰면(漁雷面)주재소를 공격하기도 하였다. 1921년 김승학(金承學) 등과 독립신문의 한문판을 발행하는 자금을 제공하였다.

### 통의부와 참의부
1922년 대한통의부에 가담하여 제1중대장으로서 무장투쟁을 계속하였다. 그러나 전덕원(全德元)등과 의견의 마찰로 통의부(統義府)가 분열되자 남만의용군 대표로서 상해임시정부에 파견되어 교섭한 결과 김승학(金承學), 이유필(李裕弼), 이종혁(李鍾赫), 차천리(車千里), 박응백(朴應白) 등과 함께 임시정부 직할의 주만참의부(參議府)를 설립하게 되었으며, 참의장(參議長) 겸 제1중대장으로 항일투쟁을 전개하였다. 1924년 5월 이의준(李義俊), 김창균(金昌均)에게 국경을 순시하던 사이토 마코토(齋藤實)총독을 저격하도록 지시하여 적의 간담을 서늘하게 하였다.
통의부의 주요 간부의 태도에 불만을 가지고 1924년 여름에 일파를 데리고 집안현(輯安縣)에 모여 통의부에 대항하다 9월 21일 밤 본부의  문학빈(文學彬) 외 10여명의 습격을 받아 중상을 입고 사망하였다.

## 사후
- 대한민국 정부는 고인의 공훈을 기리기 위하여 1962년 건국훈장 독립장을 추서하였다.[1]

## 같이 보기
- 서로군정서
- 통의부
- 참의부
- 김승학
- 장기초

## 참고 자료
- 충북 독립운동가 열전 - 채찬 충북일보 2015.05.10
- 국가보훈처 독립유공자 공훈록